# Davide Mandelli
Davide Mandelli (Monza, 28 giugno 1977) è un allenatore di calcio ed ex calciatore italiano, di ruolo difensore.

## Carriera

### Giocatore
Cresce calcisticamente nel Monza, dove non esordisce in prima squadra ma viene prestato alla Biellese in Serie D nella stagione 1996-1997, dove vince il campionato conquistando la Serie C2 con i piemontesi.
La stagione seguente viene riconfermato al centro della difesa della squadra di Biella, gioca 33 partite non segnando nessuna rete così come nella stagione 1998-1999, dove scende in campo lo stesso numero di volte non riuscendo a segnare alcun gol.
Nella stagione 1999-2000 passa in Serie C1 al Varese, quindi l'anno successivo indossa la maglia del Torino in Serie B.
Dopo aver indossato la maglia granata passa ai toscani del Siena, sempre in Serie B, dove gioca per due stagioni, collezionando 65 presenze e segnando 3 gol.
Mandelli ritorna al Torino, nella stagione 2003-2004 dove scende in campo per 39 volte.
Nel 2004 fa il suo esordio in Serie A, con il ChievoVerona: in due stagioni gioca 67 partite segnando 5 gol. Nel 2006-2007 è stato riconfermato dagli scaligeri allenati da Giuseppe Pillon, con cui gioca anche i preliminari di Champions League; la stagione si conclude con la retrocessione in Serie B. Nella stagione 2007-2008 ottiene la promozione in Serie A. Nella stagione 2010-2011, dopo buone prove disputate in Coppa Italia, a metà anno torna titolare anche in campionato e segna 2 reti.

### Allenatore
Il 4 dicembre 2013 chiude la sua attività di calciatore e intraprende quella di tecnico in seconda del Lumezzane, sua ultima società, come vice del tecnico Michele Marcolini. La coppia Marcolini-Mandelli si rinnova anche l'anno successivo sulla panchina del Real Vicenza. Il 26 gennaio 2015 la coppia viene esonerata per poi essere richiamata un mese dopo.
Il 7 giugno 2015 segue come vice Marcolini al Pavia, fino all'esonero del successivo 13 dicembre.
Il 24 giugno 2016 viene scelto come vice di Marcolini anche al Santarcangelo. Nel giugno 2017 torna al Chievo come tecnico della formazione under 17. Il 29 aprile 2018, diventa il vice allenatore di D'Anna alla guida della prima squadra.
Il 4 luglio 2019 torna a ricoprire il ruolo di vice-allenatore del Chievo con l'approdo di Marcolini sulla panchina gialloblu.
Il 2 novembre 2020 la coppia Marcolini-Mandelli approda sulla panchina del Novara.
Il 5 luglio 2021 diventa vice-allenatore dell'AlbinoLeffe.
Il 15 dicembre 2022, Mandelli viene nominato assistente tecnico di Marcolini nella nazionale maltese. Il 13 settembre 2024 viene esonerato, insieme a Marcolini, con effetto immediato dalla Malta Football Association, a due mesi dal termine del contratto.
Nel luglio 2025 diventa vice di Massimo Donati alla Sampdoria, in Serie B.

## Statistiche

### Presenze e reti nei club
| Stagione         | Squadra          | Campionato       | Campionato | Campionato | Coppe nazionali | Coppe nazionali | Coppe nazionali | Coppe continentali | Coppe continentali | Coppe continentali | Altre coppe | Altre coppe | Altre coppe | Totale | Totale | Totale |
| Stagione         | Squadra          | Comp             | Pres       | Reti       | Comp            | Pres            | Reti            | Comp               | Pres               | Reti               | Comp        | Pres        | Reti        | Pres   | Reti   |        |
| ---------------- | ---------------- | ---------------- | ---------- | ---------- | --------------- | --------------- | --------------- | ------------------ | ------------------ | ------------------ | ----------- | ----------- | ----------- | ------ | ------ | ------ |
| 1995-1996        | Monza            | C1               | 0          | 0          | CI-C            | 0               | 0               | -                  | -                  | -                  | -           | -           | -           | 0      | 0      |        |
| 1996-1997        | Biellese         | CND              | 22         | 0          | -               | -               | -               | -                  | -                  | -                  | -           | -           | -           | 22     | 0      |        |
| 1997-1998        | Biellese         | C2               | 33         | 0          | CI-C            | 0               | 0               | -                  | -                  | -                  | -           | -           | -           | 33     | 0      |        |
| 1998-1999        | Biellese         | C2               | 33         | 0          | CI-C            | 0               | 0               | -                  | -                  | -                  | -           | -           | -           | 33     | 0      |        |
| Totale Biellese  | Totale Biellese  | Totale Biellese  | 88         | 0          |                 | 0               | 0               |                    | -                  | -                  |             | -           | -           | 88     | 0      |        |
| 1999-2000        | Varese           | C1               | 31         | 2          | CI-C            | 0               | 0               | -                  | -                  | -                  | -           | -           | -           | 31     | 2      |        |
| 2000-2001        | Torino           | B                | 13         | 1          | CI              | 6               | 0               | -                  | -                  | -                  | -           | -           | -           | 19     | 1      |        |
| 2001-2002        | Siena            | B                | 32         | 3          | CI              | 6               | 0               | -                  | -                  | -                  | -           | -           | -           | 38     | 3      |        |
| 2002-2003        | Siena            | B                | 33         | 0          | CI              | 2               | 0               | -                  | -                  | -                  | -           | -           | -           | 35     | 0      |        |
| Totale Siena     | Totale Siena     | Totale Siena     | 65         | 3          |                 | 8               | 0               |                    | -                  | -                  |             | -           | -           | 73     | 3      |        |
| 2003-2004        | Torino           | B                | 38         | 0          | CI              | 1               | 0               | -                  | -                  | -                  | -           | -           | -           | 39     | 0      |        |
| Totale Torino    | Totale Torino    | Totale Torino    | 51         | 1          |                 | 7               | 0               |                    | -                  | -                  |             | -           | -           | 58     | 1      |        |
| 2004-2005        | Chievo           | A                | 35         | 3          | CI              | 1               | 0               | -                  | -                  | -                  | -           | -           | -           | 36     | 3      |        |
| 2005-2006        | Chievo           | A                | 32         | 2          | CI              | 3               | 0               | -                  | -                  | -                  | -           | -           | -           | 35     | 2      |        |
| 2006-2007        | Chievo           | A                | 36         | 1          | CI              | 0               | 0               | UCL+CU             | 1+2                | 0                  | -           | -           | -           | 39     | 1      |        |
| 2007-2008        | Chievo           | B                | 31         | 1          | CI              | 1               | 0               | -                  | -                  | -                  | -           | -           | -           | 32     | 1      |        |
| 2008-2009        | Chievo           | A                | 23         | 0          | CI              | 1               | 0               | -                  | -                  | -                  | -           | -           | -           | 24     | 0      |        |
| 2009-2010        | Chievo           | A                | 21         | 0          | CI              | 1               | 0               | -                  | -                  | -                  | -           | -           | -           | 22     | 0      |        |
| 2010-2011        | Chievo           | A                | 20         | 2          | CI              | 2               | 1               | -                  | -                  | -                  | -           | -           | -           | 22     | 3      |        |
| 2011-2012        | Chievo           | A                | 7          | 0          | CI              | 2               | 0               | -                  | -                  | -                  | -           | -           | -           | 9      | 0      |        |
| Totale Chievo    | Totale Chievo    | Totale Chievo    | 205        | 9          |                 | 11              | 1               |                    | 3                  | 0                  |             | -           | -           | 219    | 10     |        |
| 2012-2013        | Lumezzane        | 1D               | 27         | 1          | CI+CI-LP        | 0               | 0               | -                  | -                  | -                  | -           | -           | -           | 27     | 1      |        |
| 2013-2014        | Lumezzane        | 1D               | 7          | 0          | CI+CI-LP        | 2+0             | 0               | -                  | -                  | -                  | -           | -           | -           | 9      | 0      |        |
| Totale Lumezzane | Totale Lumezzane | Totale Lumezzane | 34         | 1          |                 | 2               | 0               |                    | -                  | -                  |             | -           | -           | 36     | 1      |        |
| Totale carriera  | Totale carriera  | Totale carriera  | 474        | 16         |                 | 28              | 1               |                    | 3                  | 0                  |             | -           | -           | 505    | 17     |        |

## Palmarès

### Giocatore
- Campionato Nazionale Dilettanti: 1

Biellese: 1996-1997
- Campionato italiano di Serie B: 3

Torino: 2000-2001
Siena: 2002-2003
ChievoVerona: 2007-2008